# EP u amaterskom boksu 1957.
12. Europsko prvenstvo u amaterskom boksu 1957. se održalo od 25. svibnja - 2. lipnja 1957. u ondašnjoj Čehoslovačkoj, u češkom gradu Pragu.
Boksači su se po borili za odličja u deset težinskih kategorija. Sudjelovalo je 149 boksača iz 21 države.
Boksači iz SSSR-a su osvojili 3 naslova prvaka, iz Poljske i SR Njemačke su osvojili po 2, a Rumunjske, Italije i Bugarske po 1 naslov prvaka.
| Kategorija            | zlato                  | srebro                | bronca                                |
| muha (-51 kg)         | Manfred Homberg        | Mircea Dobrescu       | René Libeer Peter Davies              |
| bantam (-54 kg)       | Oleg Grigorjev         | Gianfranco Piovesani  | John Morrisey Peter Goschka           |
| pero (-57 kg)         | Dimitar Velinov        | Mario Sitri           | Kazimierz Boczarski Vladimir Safronov |
| laka (-60 kg)         | Kazimierz Paździor     | Olli Mäki             | Horst Herper John Kidd                |
| poluvelter (-63,5 kg) | Vladimir Jengibarjan   | Walter Ivanus         | Zygmunt Milewski Ilija Lukić          |
| velter (-67 kg)       | Manfred Grauss         | Leopold Potesil       | Jurij Gromov Frederick Tiedt          |
| polusrednja (-71 kg)  | Nino Benvenuti         | Tadeusz Walasek       | Rolf Caroli Ivan Sobolev              |
| srednja (-75 kg)      | Zbigniew Pietrzykowski | Dragoslav Jakovljević | Manfred Schönberg Paul Nickel         |
| poluteška (-81 kg)    | Gheorghe Negrea        | Petar Stankov         | Zdeněk Cipro László Czabajszky        |
| teška (+81 kg)        | Andrej Abramov         | Vasile Mariuţan       | Branko Davidović Josef Němec          |